# Xanthia fucata
Xanthia fucata là một loài bướm đêm trong họ Noctuidae.